# Follia per sette clan
Follia per sette clan (Clans of the Alphane Moon) è un romanzo di fantascienza scritto nel 1967 da Philip K. Dick. Deriva dal racconto breve Shell Game, pubblicato nel 1954 sulla rivista statunitense Galaxy Science Fiction.

## Trama
Il libro è composto da due filoni inizialmente autonomi che si intrecciano per concludere in un finale comune. Il primo filone è ambientato su un pianeta (o più correttamente su una luna) fittizio chiamato Alfa III L2. Tale pianeta era una ex-colonia dei terrestri, su cui essi avevano posto in ricovero coatto degli individui affetti da svariati disturbi psicotici. Una volta abbandonato il pianeta, i malati ne hanno preso possesso, dando vita a sette clan, uno per ogni disturbo.
Essi si riuniscono in consiglio saltuariamente, ed è proprio da uno di questi consigli che si dirama il libro. Il secondo filone è formato dalla storia di Chuck Rittersdorf e sua moglie Mary, in procinto di separarsi. Chuck lavora per la CIA (Counter Intelligence Authority), acronimo con cui Dick sfrutta abilmente l'assonanza con la famosa agenzia americana, per la quale scrive discorsi di propaganda per il "mondo rosso".
Sua moglie Mary invece è una consulente matrimoniale che si è offerta volontaria per partecipare ad un progetto che prevede di mandare una delegazione terrestre su Alfa III L2 a verificare la situazione sociale dei malati. Suo marito, in fuga dalla disfatta matrimoniale e dalla sua stessa vita (tenterà infatti il suicidio) si rifugia in un infimo motel dove incontra, tra gli altri un non-T (non terrestre): una muffa gelatinosa di Ganimede di nome Lord Running Clam, capace di leggere il pensiero, che si rivelerà fondamentale per il cammino del protagonista, che, accecato da una nuova rabbia nei confronti di sua moglie, si recherà anch'esso su Alfa III L2. A questo intrigo di personaggi si aggiunge anche Bunny Hentman, comico e showman terrestre, e amico degli alfani (nemici dei terrestri) le cui intenzioni reali resteranno mascherate fino alla fine.

## I Sette Clan
Su Alfa III L2 sono quindi presenti sette clan, ognuno caratterizzato da un disturbo psicotico diverso; questi clan hanno formato una struttura sociale del tipo simile alle caste dell'antica India. A capo ci sono i Para, che sono quindi incaricati di sviluppare l'ideologia comune, anche se sono sempre in lotta con i Mani, detentori della forza fisica. Ogni clan ha anche un personaggio storico rappresentativo del disturbo (secondo Dick). A questi sette clan se ne aggiunge un ottavo, creato da Chuck Rittersdorf, obbligato alla permanenza su Alfa III L2 alla fine del libro.
| Nome Clan | Disturbo associato                                       | Rappresentate nel Consiglio | Città                   | Occupazione        | Persona associata |
| --------- | -------------------------------------------------------- | --------------------------- | ----------------------- | ------------------ | ----------------- |
| Para      | Paranoia                                                 | Gabriel Baines              | Adolfville              | Governanti         | Adolf Hitler      |
| Mani      | Mania                                                    | Howard Straw                | Alture DaVinci          | Guerrieri          | Leonardo da Vinci |
| Skiz      | Schizofrenia                                             | Omar Diamond                | Giovanna D'Arco         | Poeti e profeti    | Giovanna D'Arco   |
| Poli      | Schizofrenia simplex polimorfa (forse Bouffee delirante) | Annette Golding             | Hamlet Hamlet           | Creativi           | Amleto            |
| Os-Com    | Disturbo ossessivo-compulsivo                            | Ingred Hibbler              | --                      | Impiegati          | --                |
| Eb        | Ebefrenia                                                | Jacob Simion                | Ghandiville             | Lavoratori manuali | Gandhi            |
| Dep       | Depressione                                              | Dino Watters                | Proprietà Cotton Mather | Nessuna            | Cotton Mather     |
|           |                                                          |                             |                         |                    |                   |
| Norm      | Nessuno                                                  | Chuck Rittersdorf           | Jeffersonbourg          | --                 | Thomas Jefferson  |

i "- -" non sono stati citati nel testo
Alcuni malati di Alfa III L2 sono in grado di sfruttare i loro disturbi e le loro visioni per creare forme concrete visibili a tutti; in particolare tre malati: Ignatz Ledebur eb, Omar Diamond skiz e Sarah Apostoles eb, hanno formato un santo triumvirato, cercando di mediare le forze di conquista arrivate su Alfa III L2.

## Edizioni
- Philip K. Dick, Clans of the Alphane Moon, Ace Books, 1967.
- Philip K. Dick, Follia per sette clan, collana Galassia n° 124, Casa Editrice La Tribuna, 1970.
- Philip K. Dick, Follia per sette clan, collana Collezione Immaginario Dick n° 22, Fanucci Editore, 2005,  p. 256, ISBN 88-347-1061-4.

## Adattamenti
Nel 2023 Prime Video ha annunciato lo sviluppo di una serie televisiva adattata a partire dal romanzo.